# Diplotaxodon apogon
Diplotaxodon apogon es una especie de peces de la familia Cichlidae en el orden de los Perciformes.

## Morfología
Los machos pueden llegar alcanzar los 11,7 cm de longitud total.

## Alimentación
Come zooplancton.

## Hábitat
Vive en zonas de clima tropical entre 50-200 m de profundidad.   

## Distribución geográfica
Se encuentran en África: lago Malawi.